# Adrar (cidade)
Adrar (em árabe: أدرار; berbere: ) é uma cidade e comuna da Argélia, localizada em torno dum oásis no deserto do Saara. É a capital administrativa da segunda maior província (vilaiete) do país, Adrar.

## Economia
Adrar é basicamente uma cidade agricultural, caracterizada pelo seu tradicional sistema de irrigação, conhecido como fogara.

## Cultura

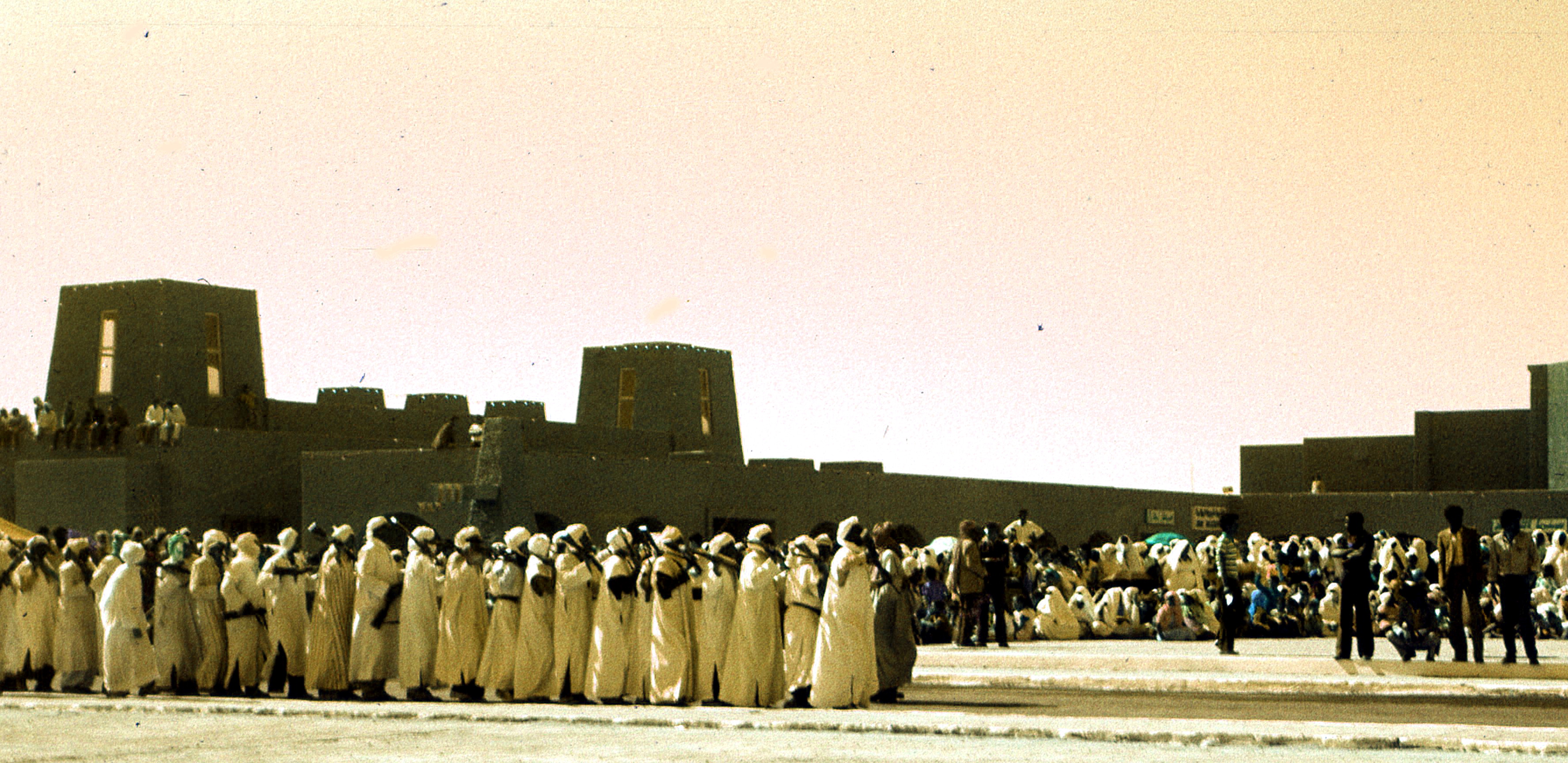
Fantasia em Adrar

O próprio oásis é considerado de grande beleza, e inclui diversos monumentos históricos. O povoamento da região (conhecida anteriormente como Tuat) é razoavelmente antigo, e a área abrigou diferentes culturas. Esta mescla gerou um corpo de tradições e práticas culturais e artesanais que até hoje em dia estão presentes na vida de seus habitantes e que se traduz no folclore e na herança cultural local.

## Transportes
A cidade está próxima ao Aeroporto Touat Cheikh Sidi Mohamed Belkebir (conhecido simplesmente como Aeroporto de Adrar), localizado a dez quilômetros do centro da cidade. O aeroporto opera voos da Air Algérie para Argel, Bordj Badji Mokhtar, Oran e Ouargla, além de voos pela Tassili Airlines para In Aménas.